# Val Bormida
La Val Bormida (Alternativamente chiamata Valbormida, Val Bornia in valbormidese; Val Bormia o Valbórmia in ligure) è una valle alpino-appenninica, afferente al bacino idrografico del fiume Bormida, che si sviluppa a partire dalle Alpi liguri, inoltrandosi poi nell'Appennino ligure per un certo tratto dell'entroterra di Savona, proseguendo poi in Piemonte tra le colline dell'alto Monferrato e delle alte Langhe, fino a alla Pianura Padana dove la Bormida confluisce nel Tanaro (ad est di Alessandria).

## Descrizione
Il fiume Bormida in realtà è diviso in due diversi rami, la Bormida di Millesimo e la Bormida di Spigno (a sua volta divisa in quella di Mallare e in quella di Pallare) che confluiscono in due ampie aree geografiche conosciute come Valle della Bormida di Spigno e Valle della Bormida di Millesimo appunto. Quest’utima si identifica per la maggior parte, dal punto di vista amministrativo, con il cuneese, mentre l'altra si estende per un ampio tratto nel territorio ligure di Savona, e poi in territorio piemontese nelle province di Asti e Alessandria. I due principali rami si uniscono nel comune di Bistagno (AL) e in seguito confluiscono nel fiume Tanaro, che a sua volta termina il suo corso nel Po.

### L'alta valle

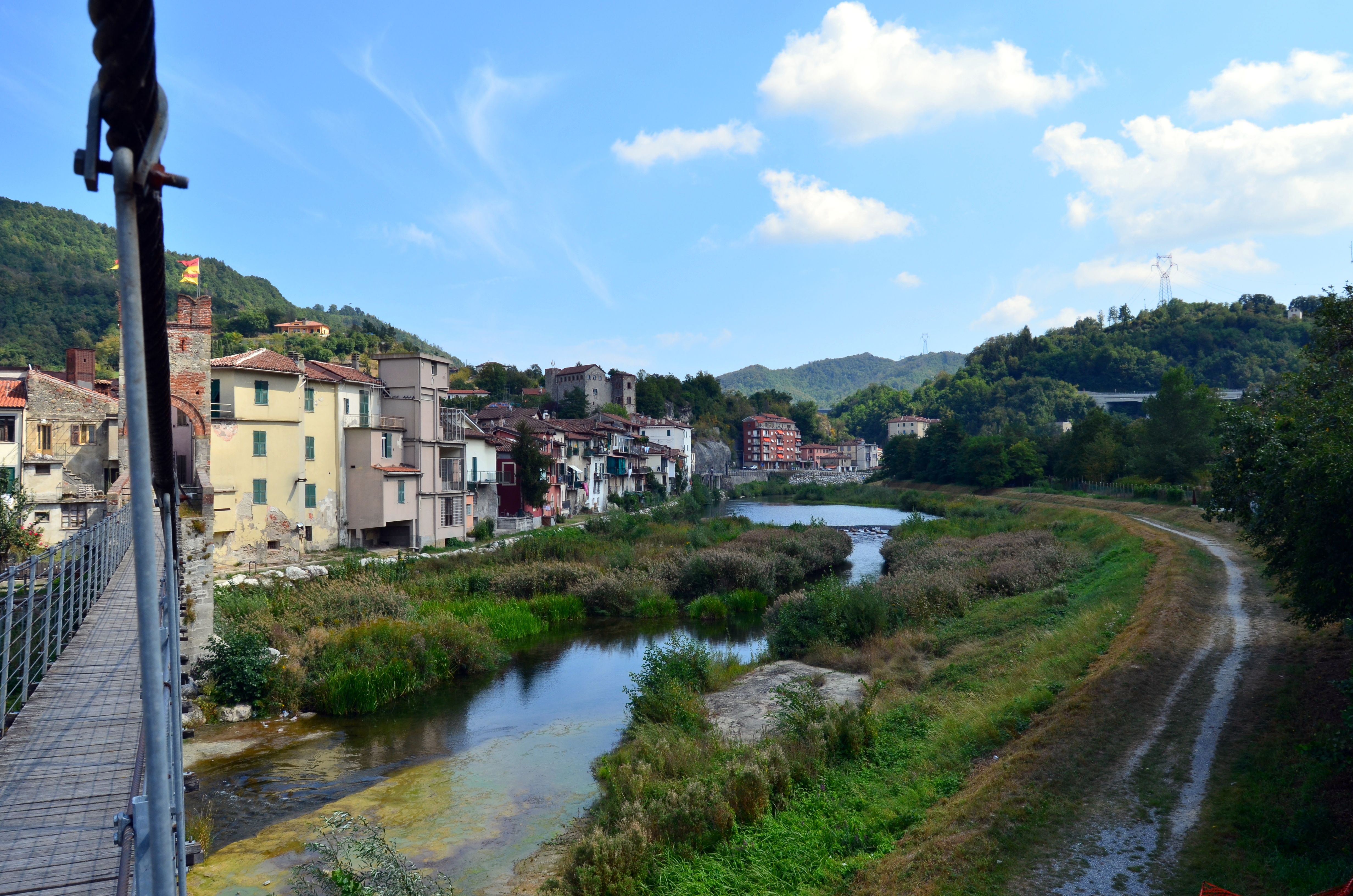
Il borgo di Millesimo, visto dal medioevale Ponte della Gaietta, nel tratto di fiume omonimo al paese

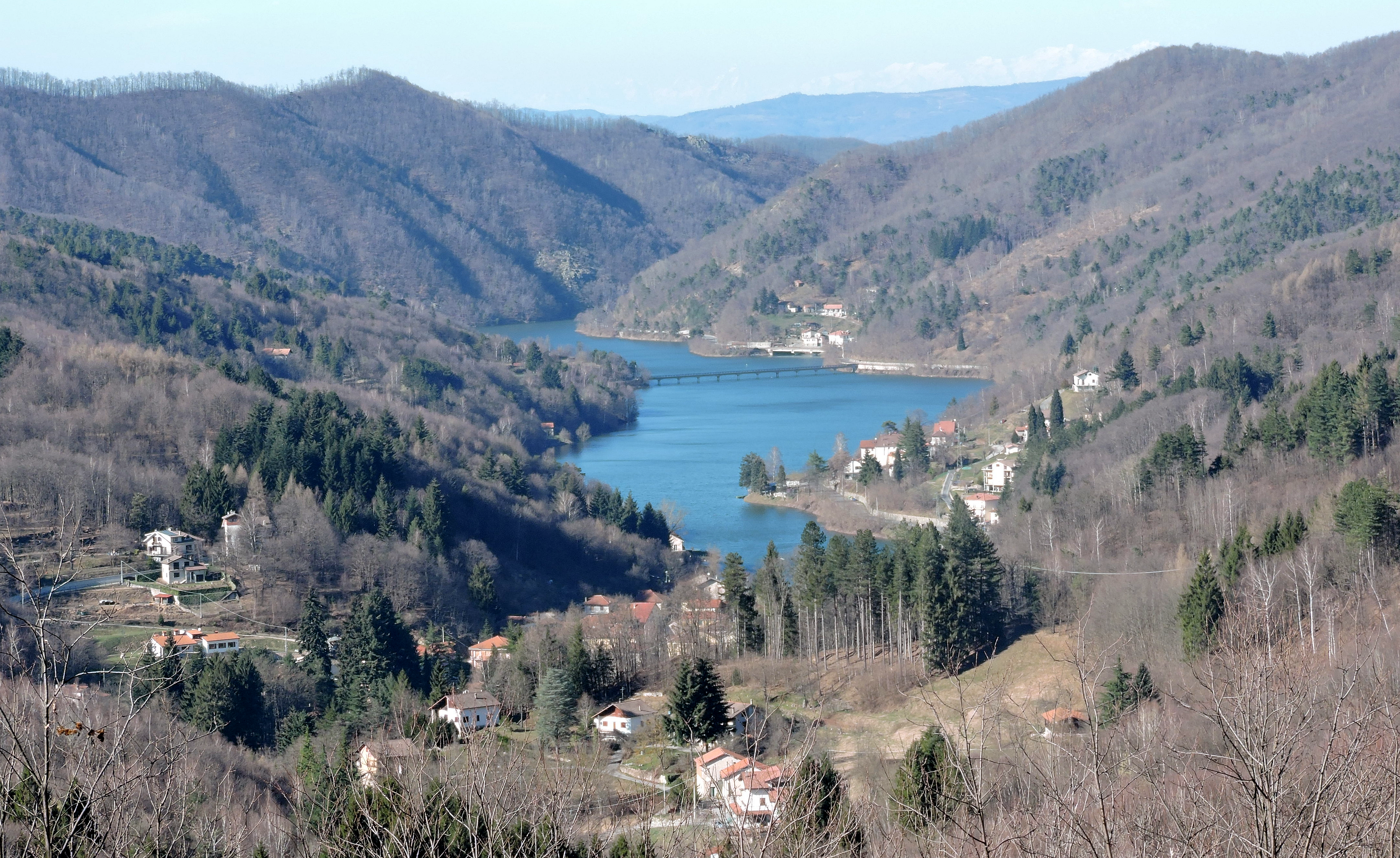
Il lago di Osiglia localizzato in prossimità del corso d'acqua

#### Alta valle occidentale

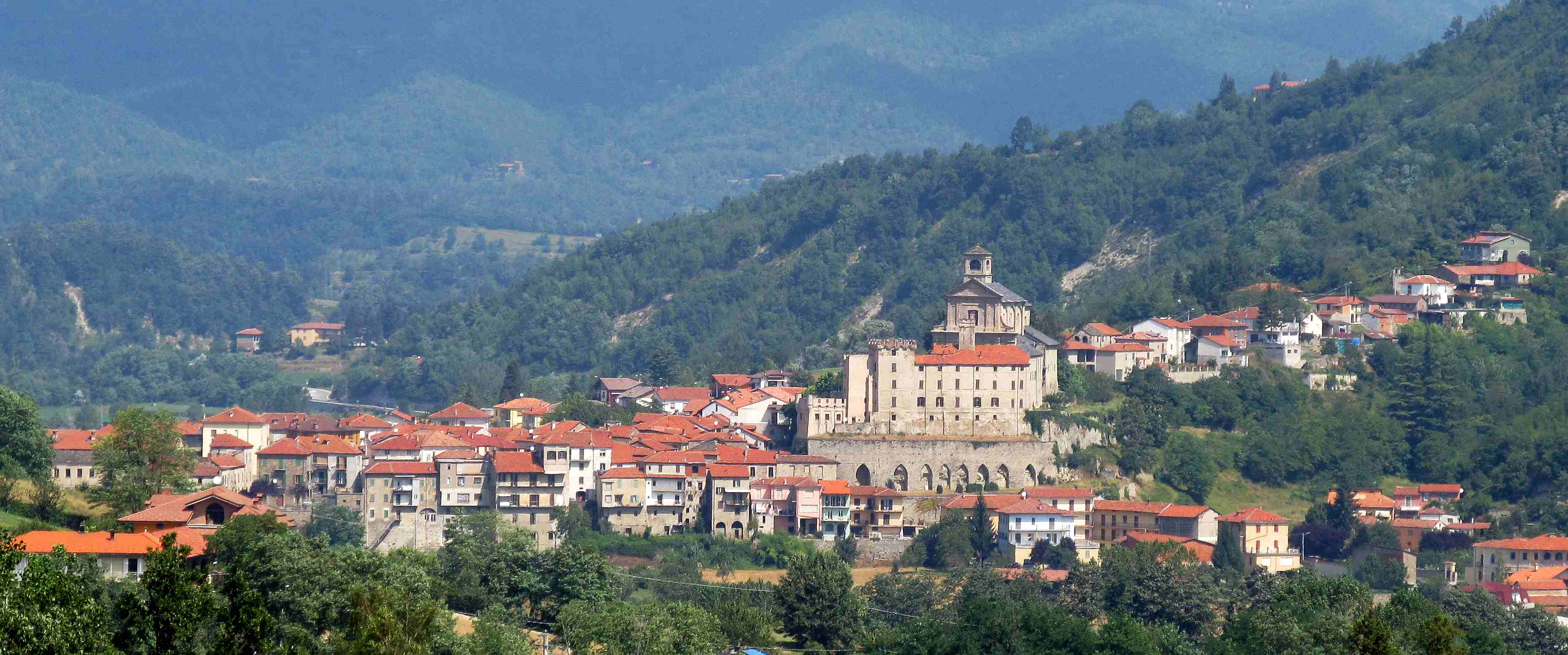
Monesiglio (CN) sulla Bormida di Millesimo

La Bormida di Millesimo nasce in provincia di Savona, dal Colle Scravaion. La vallata ospita i comuni di Bardineto, Calizzano, Murialdo, Millesimo. A Cengio, con la fine delle Alpi Liguri, termina il corso montano. La valle entra in Piemonte sugli aspri rilievi delle Langhe, assumendo l'aspetto di un suggestivo paesaggio boschivo. La valle da qui interessa un grande numero di centri tutti situati in provincia di Cuneo tra i quali Saliceto, Camerana, Monesiglio, Gorzegno, Torre Bormida e Cortemilia.

#### Alta valle orientale

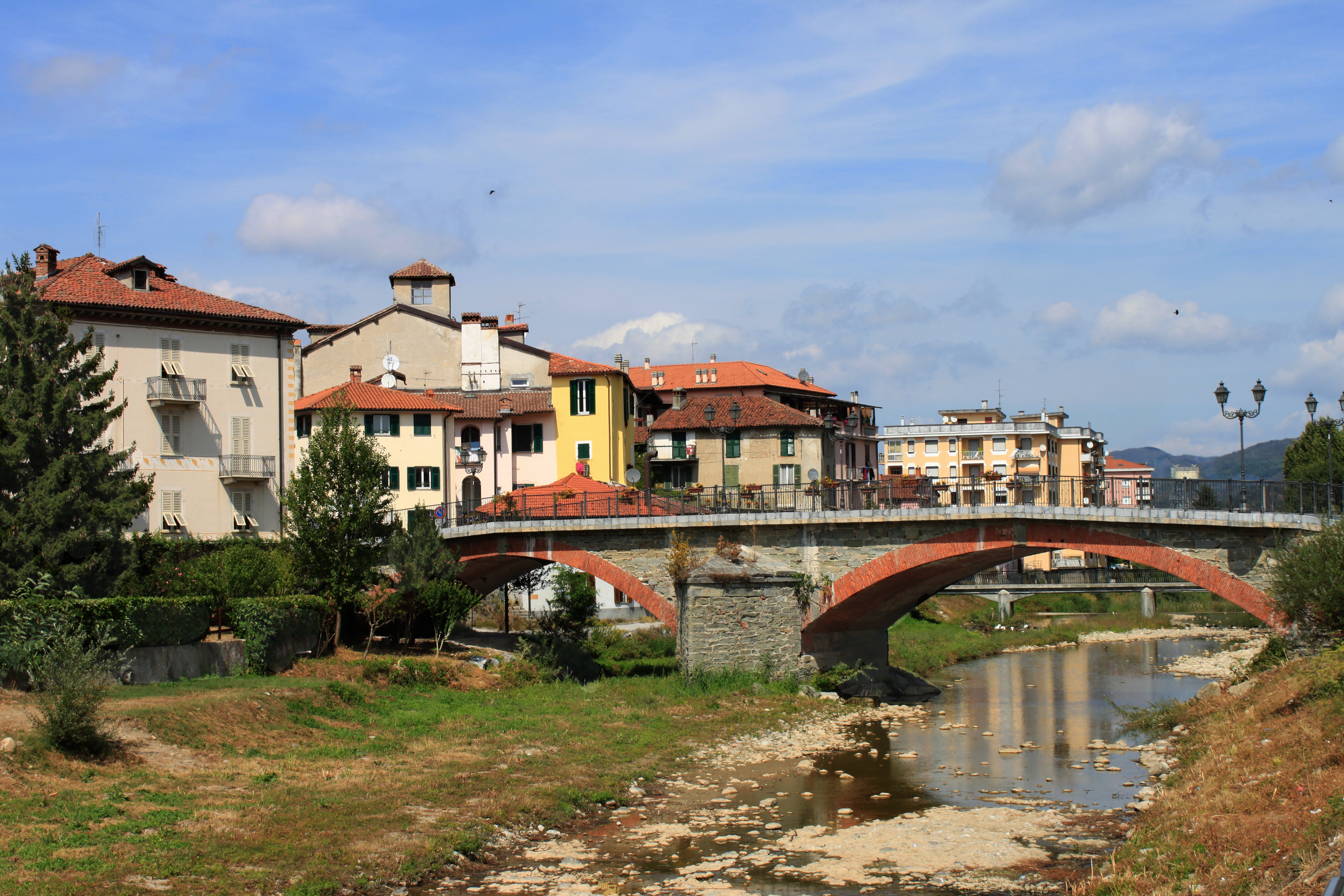
La Bormida di Pallare a Carcare

La parte orientale è solcata da due rami: la Bormida di Pallare e la Bormida di Mallare. La prima attraversa i comuni di Pallare e Carcare, la seconda quello di Mallare. I due rami confluiscono poco dopo Carcare (a San Giuseppe di Cairo precisamente), formando la Bormida di Spigno. Da qui la valle interessa molti comuni, tra i quali il centro più importante dell’intera alta valle, ovvero Cairo Montenotte. Si incontrano successivamente i centri di Rocchetta Cairo, Dego e Piana Crixia, centri tutti situati in provincia di Savona. 

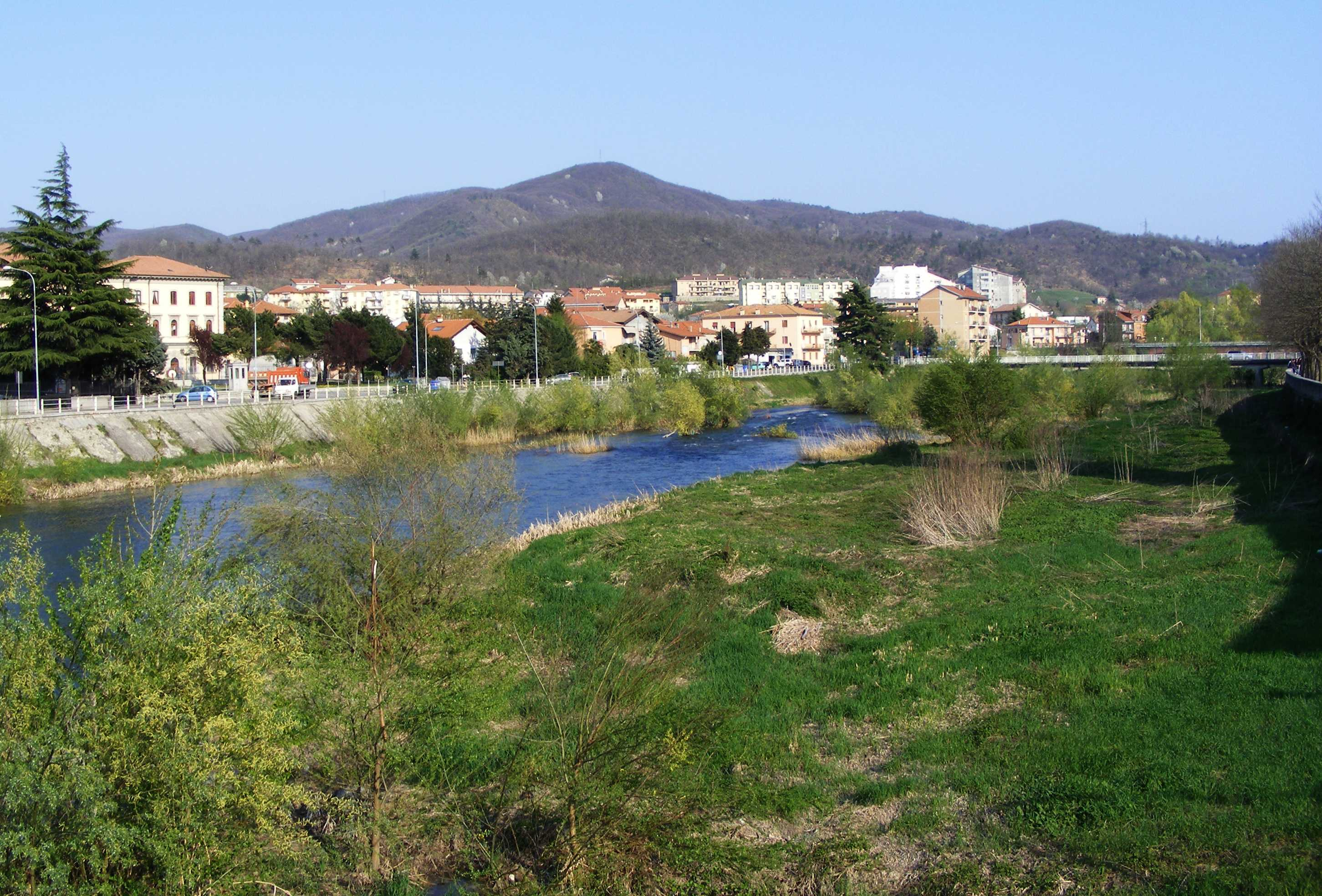
La Bormida di Spigno a Cairo Montenotte, centro più importante dell'alta valle

### La media-bassa valle
- Dopo Cortemilia il ramo di Millesimo entra nel Monferrato astigiano con i comuni di Vesime, Cessole, Loazzolo, Bubbio e Monastero Bormida. Incomincia poi la provincia di Alessandria a Sessame. Giungendo infine alla porte di Bistagno si incontra il ramo di Spigno.

- La valle della Bormida di Spigno entra poi in Piemonte, in provincia di Alessandria, giungendo a Merana, tra le aspre colline dell'alto Monferrato. La valle si allarga e il fiume scorre con corso sinuoso, creando spettacolari calanchi di erosione sui versanti delle colline. Dopo un brevissimo tratto in provincia di Asti a Mombaldone, presso il lago di Casorzo, si rientra in provincia di Alessandria presso Denice, dove il fiume forma il lago di Menasco. Da qui si giunge nei pressi di Ponti, al confine tra le province di Alessandria e Asti, dopo di che si congiunge con la Bormida di Millesimo.

### La bassa valle

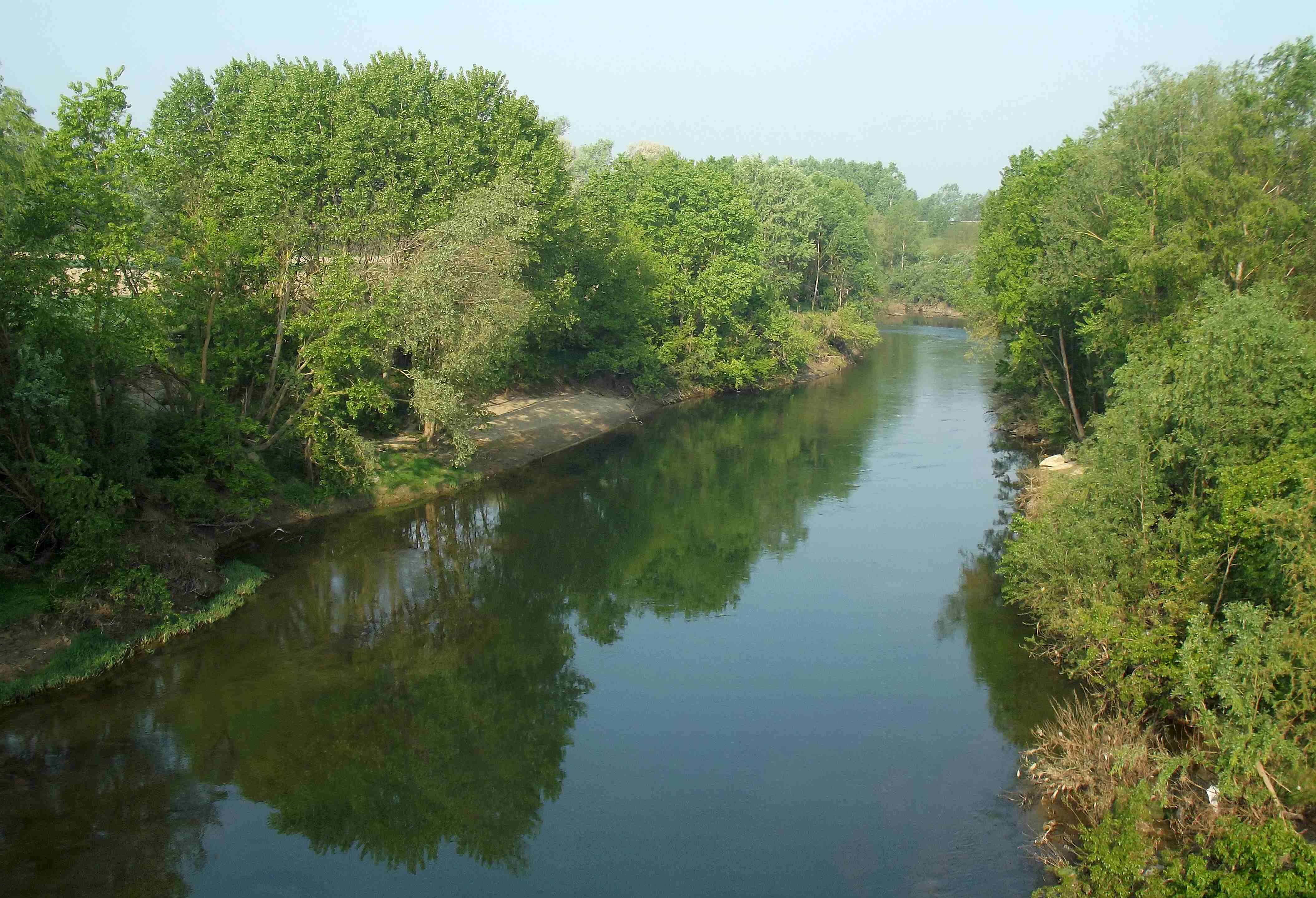
Bormida tra Castellazzo e Cantalupo

In seguito alla confluenza dei due tronconi il fiume cambia nome diventando semplicemente Bormida. Dopo aver bagnato Terzo il fiume arriva nella città di Acqui Terme, il centro di maggior rilevanza della bassa valle. Prosegue poi bagnando Strevi, Rivalta Bormida e Cassine, dove terminano i rilievi del Monferrato e si apre la piena pianura incontrando i comuni di Castellazzo Bormida, Frugarolo. Il fiume lambisce la periferia sud di Alessandria sino a giungere nei pressi di Pavone dove sfocia da destra nel fiume Tanaro.

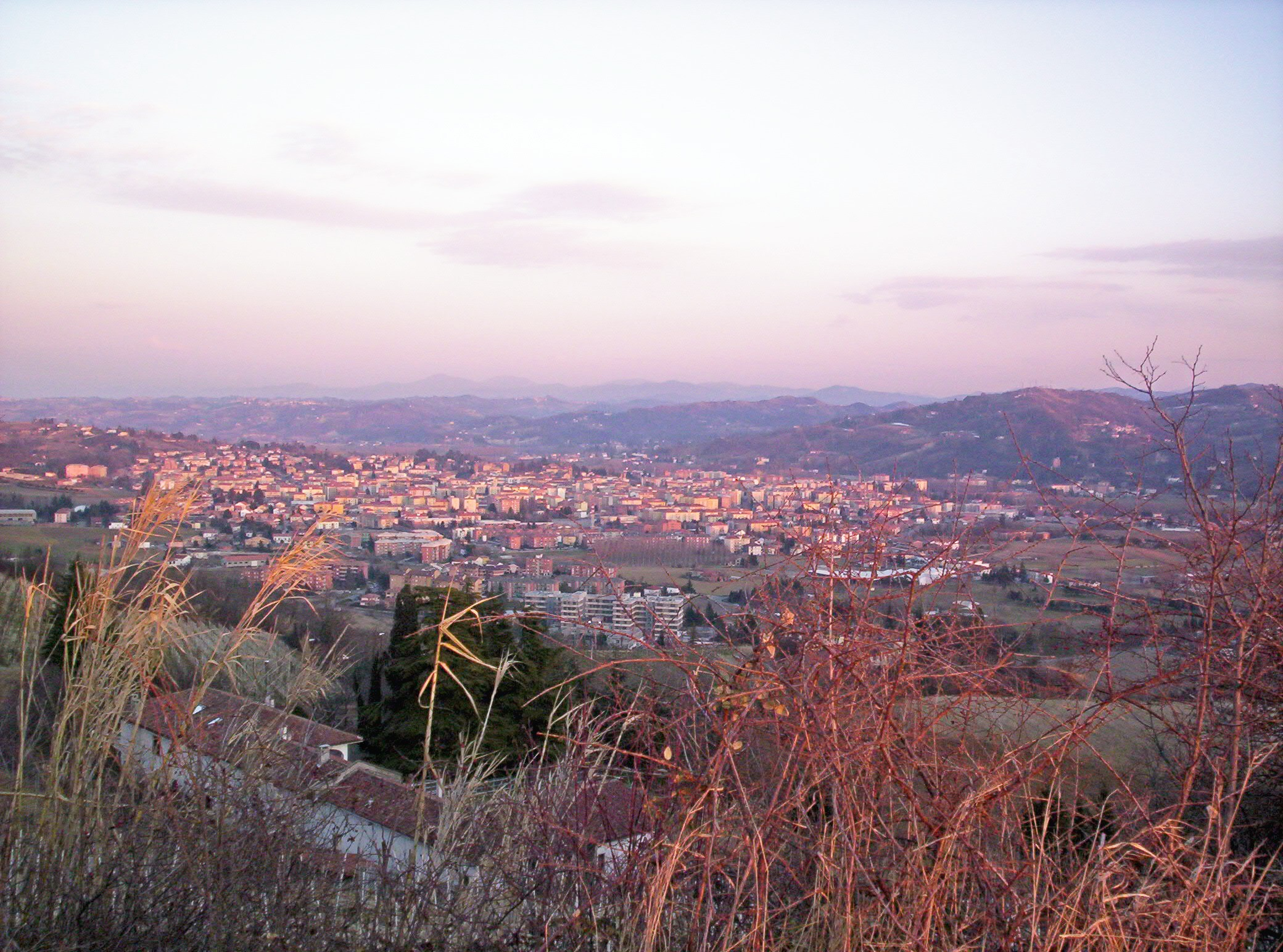
Bassa valle: panorama di Acqui Terme

## Monti e rilievi

### Alta valle
- Monte Carmo di Loano 1.389 m
- Monte Settepani 1.386 m
- Monte Spinarda 1.357 m
- Bric Agnellino 1.335 m
- Bric Badò 1.283 m
- Monte Cianea 1.226 m
- Monte Camulera 1.224 m
- Bric Tencione 1.191 m
- Rocca Barbena 1.142 m
- Monte Lingo 1.102 m
- Ronco di Maglio 1.108 m
- Pian dei Corsi 1.028 m
- Monte Alto 954 m

### Bassa valle
- Bric Puschera 851 m
- Bric dei Gorrei 829 m
- Bric Berton 773 m
- Bric degli Olmi 667 m
- Monte del Ratto 685 m
- Monte Orsaro 574 m
- Monte Acuto 574 m
- Monte Castello 528 m
- Bric Valla 510 m
- Bric del Ciuchen 510 m

## Storia

### Introduzione
La collocazione geografica ha fatto della Val Bormida la porta di transito fra l'entroterra piemontese-lombardo e il mare rendendo estremamente complesse le vicende storiche. Sviluppandosi così un modello culturale, ampiamente influenzato da apporti sostanzialmente estranei.

### Preistoria e antichità

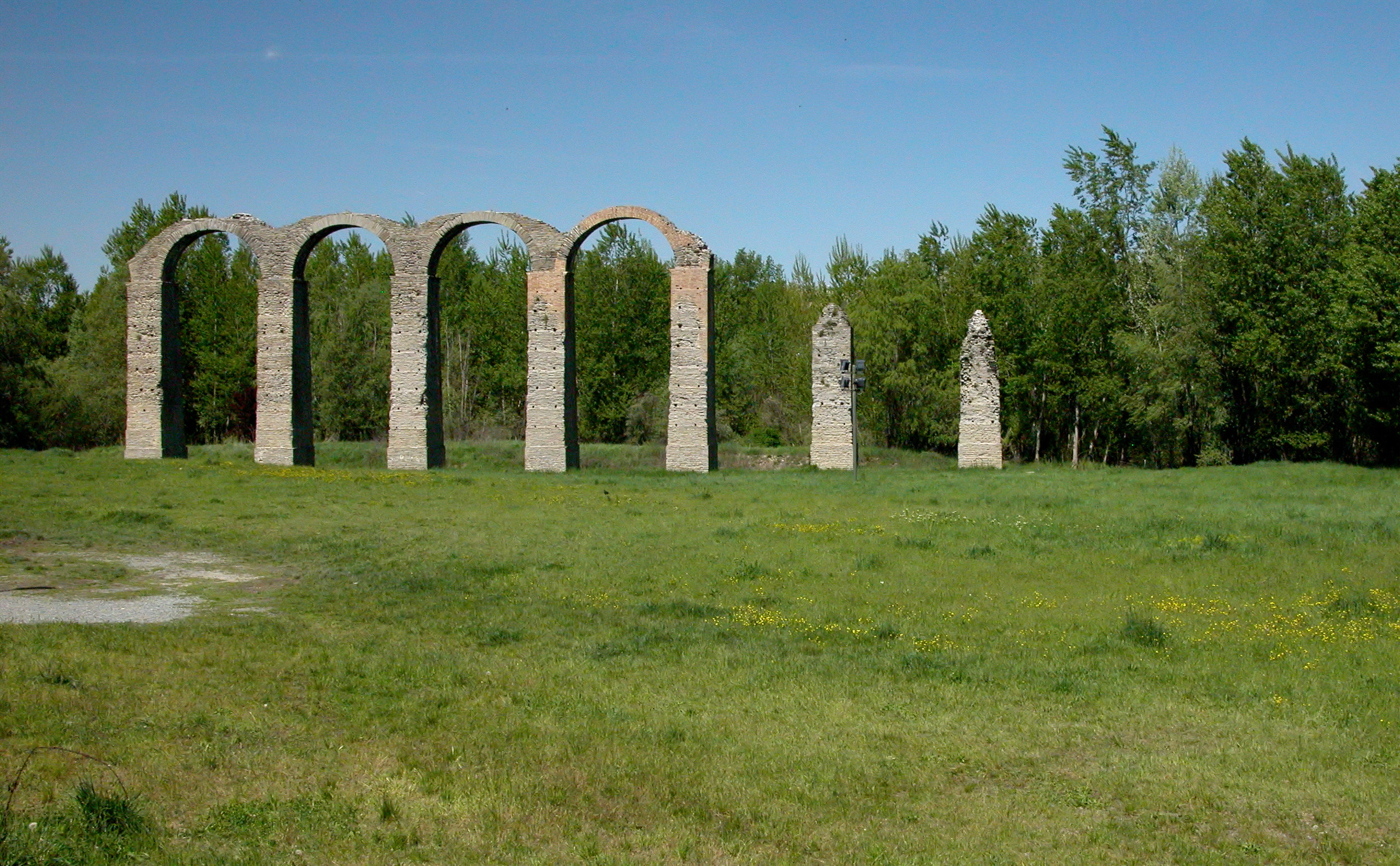
I resti dell'acquedotto romano di Aquae Statiellae

I primi abitanti riconoscibili della Val Bormida furono i Liguri, in particolare alcune tribù: gli Statielli, che avevano come centro principale Carystum, ovvero l'odierna Acqui Terme; e gli Epanteri che dal Roero, sembrerebbe si siano in parte trasferiti nella valle. Le tracce lasciate da questo popolo si ritrovano nel nome del fiume, derivante dalla parola pre-romana "bormo" (sorgente calda o che gorgoglia), legata agli dèi delle sorgenti Bormō e Bormānus, divinità celtiche adorate anche dagli antichi Liguri. Durante la guerra punica gli Statielli, come le tribù liguri di ponente decisero di allearsi con Annibale Barca e di essere ostili a Roma; molto probabilmente parteciparono alle leve di Galli e Liguri organizzate dal condottiero cartaginese e dal fratello Asdrubale quando scesero nella pianura padana. Allontanata la minaccia cartaginese, l'Urbe poté volgere lo sguardo verso le genti liguri. Nel 173 a.C. le legioni romane guidate dal console Marco Popilio Lenate, attaccarono il centro di Carystum. Gli Statielli non opposero resistenza, tuttavia, contravvenendo al diritto di guerra romano, il console ridusse in schiavitù gli Statielli e cominciò a organizzare la vendita di schiavi provenienti da questa popolazione. Un anno dopo, per intervento del Senato di Roma venne posto termine a questo duro trattamento e gli Statielli, riacquistata la libertà, furono via via romanizzati. Venne fondata la città di Aquae Statiellae a cui, nell'89 a.C. venne estesa la Lex Pompeia con la concessione dello Ius Latii.
Il territorio conquistato venne inquadrato nella Regio IX Liguria e sottoposto alla giurisdizione del municipio di Alba Pompeia, iscritto alla tribù Camilia. È probabile che le zone dell'alta valle, attigue alla Valle del Tanaro, fossero invece sottoposte al dominio del municipio di Albingaunum (Albenga) iscritto alla tribù Publilia.
Nel 109 a.C. fu fatta costruire la via Aemilia Scauri dal console Emilio Scauro, che univa il centro di Aquae Statiellae a Vada Sabatia (Vado ligure) passando per i mansi di Ferraria (Ferrania), Canalicum (Cairo Montenotte), e Crixia (Piana Crixia).

### Tarda antichità e Medioevo
A seguito della caduta dell'Impero romano d'Occidente, e la successiva riconquista da parte dell'Impero d'Oriente, i crinali appeninici costituirono il limes della bizantina Provincia Maritima Italorum (la riviera ligure), arginando l'invasione longobarda dal 568 al 643: quando quest'ultima cadde nelle mani del re Rotari che la saccheggiò da Ventimiglia a Luni.
Dopo la conquista del regno longobardo da parte di Carlo Magno, entrò a far parte del Regno d'Italia. La zona fu teatro delle incursioni saracene che nel 889 misero a ferro e fuoco Acqui.

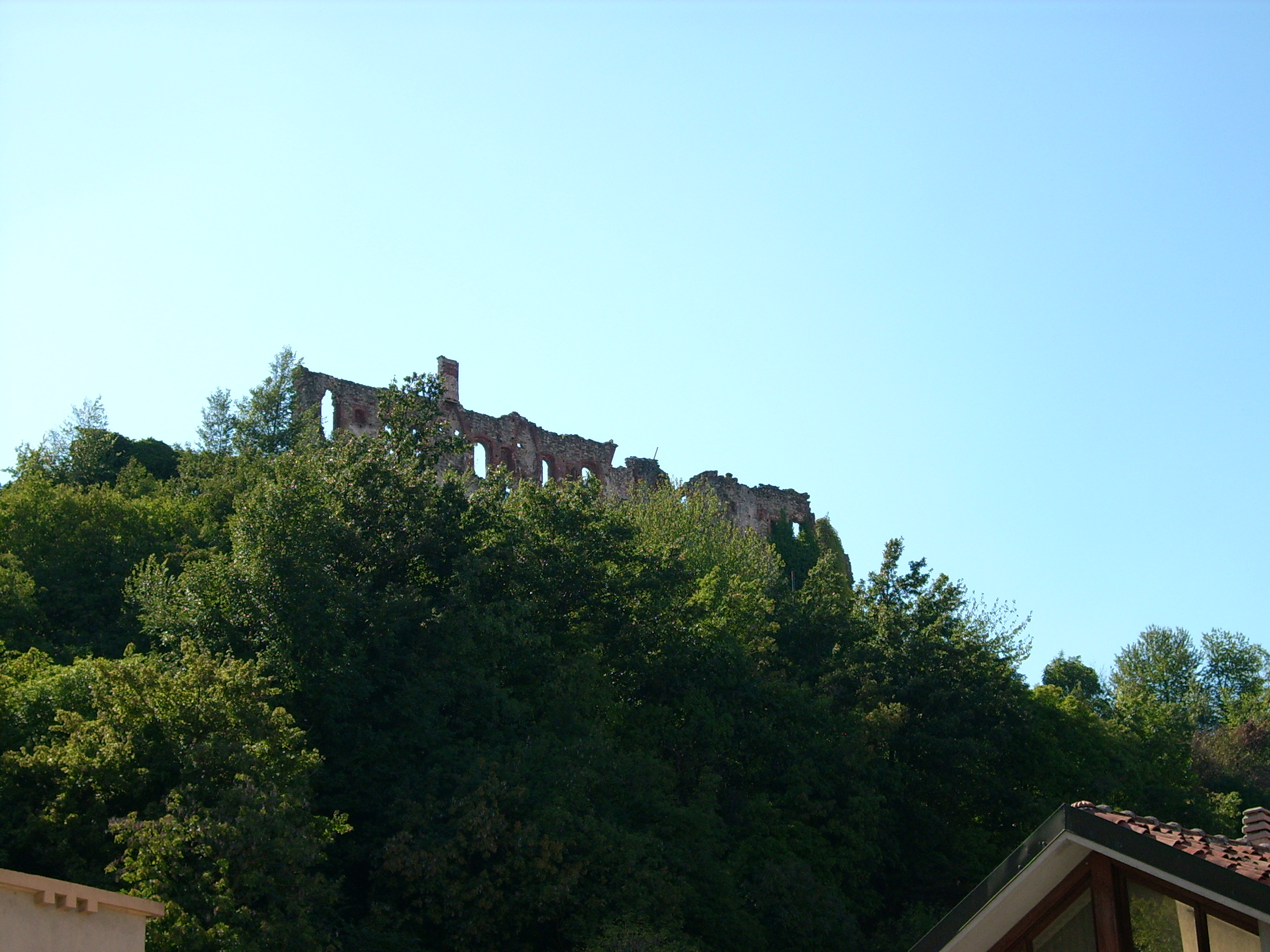
Le rovine del castello del Carretto, presso Cairo Montenotte

L'invasione costrinse Berengario II di Ivrea, re d'Italia, a riorganizzare amministrativamente la Liguria (intesa come Italia nord-occidentale) suddividendola in marche. I frutti non tardarono a venire: nel 967 le truppe di Guglielmo di Provenza espugnarono il covo saraceno di Frassineto e in tal modo posero fine alla minaccia dell'Islam sulla Liguria e sulla Provenza.
Superata la minaccia saracena, Berengario II ruppe definitivamente quell'assetto unitario che ricalcava ancora la struttura della bizantina Maritima Italorum, dividendo il territorio in tre marche: l'Obertenga, l'Aleramica e l'Arduinica. Nella Marca Aleramica vennero compresi i territori di Savona, Acqui e Monferrato. La valle rientrando in quest ultima fu governata dalla dinastia degli Aleramici, che successivamente si dividerá in diverse linee. In questo periodo incominciano a emergere finalmente le prime tracce documentarie dei centri abitati: Dego, Prunetto, Saliceto, Cortemilia.
La storia della val Bormida trova significative testimonianze a partire dal Medioevo. Questo periodo ha lasciato sul territorio diverse tracce architettoniche di prestigio, di cui alcune ci sono giunte intatte e altre no, come nel caso di molti castelli, Bardineto, Cairo, Cortemilia, Cosseria, Dego, Millesimo, Monesiglio, Prunetto, Roccavignale, e Saliceto.
Nel 967 su una porzione del comitato di Acqui donata ad Aleramo del Monferrato dall'imperatore Ottone I fu costituito il Marchesato del Monferrato.
Nel 1306, la dinastia aleramica si estinse e il marchesato passò a un ramo cadetto della famiglia imperiale bizantina, i Paleologi (eredi degli Aleramici in linea femminile).

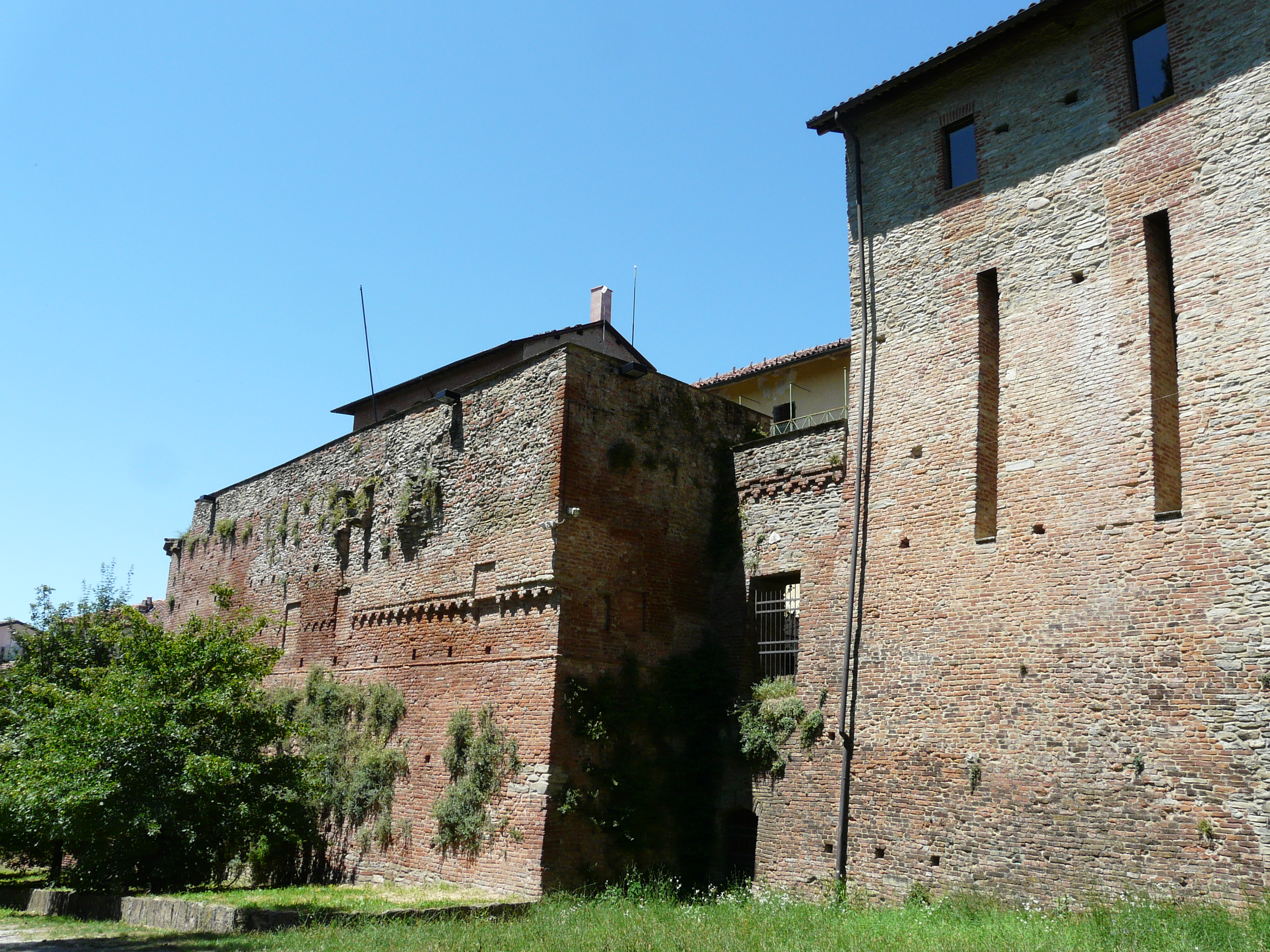
Castello dei Paleologi ad Acqui

### Età moderna
Nel 1533 anche la casa Paleologa si estinse e tutto il Monferrato venne eredidato dai Gonzaga, duchi di Mantova.

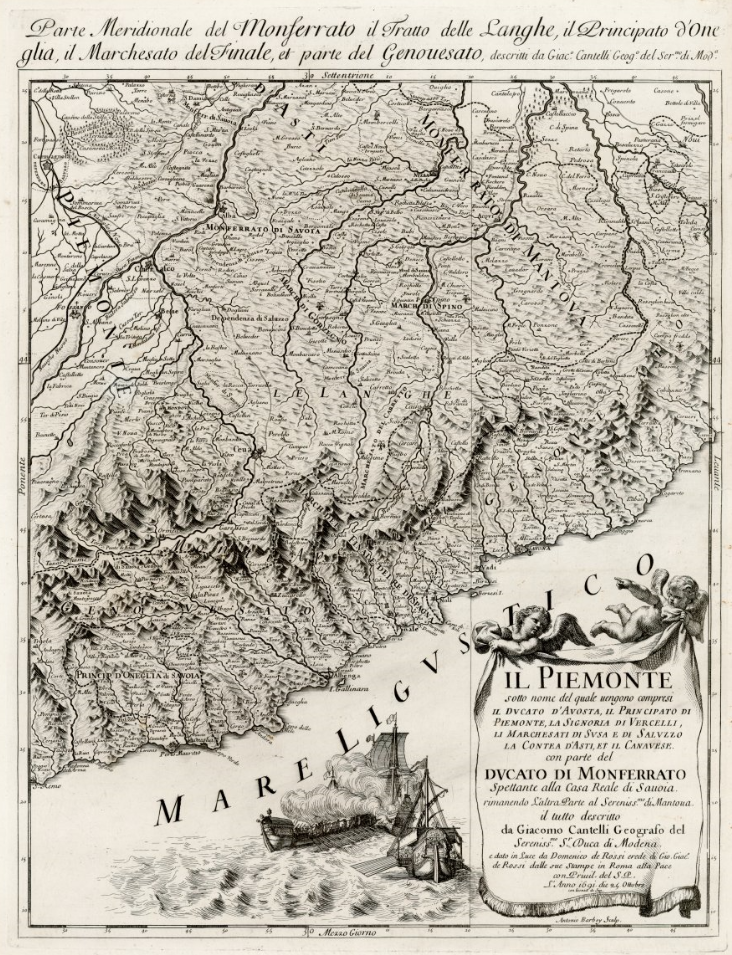
Il Monferrato meridionale in una mappa del 1691 di Domenico de Rossi

Tra il '500 e il '600 l'importanza strategica della valle aumentò, in quanto metteva in comunicazione la Repubblica di Genova (alleata della Spagna) e il Ducato di Milano, posto direttamente sotto controllo di Madrid. Su questo nodo viario infatti lo stato iberico progettò una via sicura per le sue truppe: partendo dalla Marina di Finale, per le Valli della Bormida di Spigno attraverso il ducato di Milano e la Valtellina, e infine passando per la Germania, esse avrebbero potuto raggiungere e domare le Fiandre ribelli.
Tra il 1628 e il 1631 fu il terreno di scontri tra la Francia, i Savoia, la Spagna, Genova e l'impero durante la Guerra di successione di Mantova e del Monferrato, conflitto legato alla più grande Guerra dei Trent'anni.
Dopo la guerra di successione spagnola nel 1707, la maggior parte della valle, come tutto il Monferrato, venne a far par della monarchia sabauda, da poco diventata Regno di Sardegna.
Nel 1738 con il trattato di Vienna anche la parte restante venne acquisita dai Savoia, seguendone le sorti storiche fino alla dominazione napoleonica di fine Settecento. Da questo momento in poi il territorio costituì per lo stato sardo un'importante zona di confine con la Repubblica di Genova.
Altri fatti d'arme risalgono al periodo 1742-1748 quando fu luogo di transito degli eserciti francese e spagnolo in guerra contro il Piemonte nell'ambito della Guerra di successione austriaca.

### L'età contemporanea
Nella primavera del 1794 l'Armata d'Italia, già da due anni in guerra con il Regno di Sardegna di Vittorio Amedeo III, era in una situazione critica, con le truppe bloccate tra l'esercito piemontese a nord e le imbarcazioni militari inglesi a sud, che bloccavano il commercio marittimo della Repubblica di Genova.
Nel 1796 gli austro-piemontesi affidarono il comando al generale Beaulieu, mentre sull'altro schieramento assunse la guida delle operazioni un giovane ufficiale destinato a una folgorante carriera: Napoleone Bonaparte.
Lo stesso giorno in cui diventò comandante dell'armata d'Italia, il 27 marzo 1796, Napoleone convocò il suo quartier generale, per mezzo del capo di stato maggiore.

Individuata in Carcare l'anello debole della giuntura tra esercito austriaco e piemontese, Napoleone mirò a conquistare questa posizione per poi attaccare l'ormai isolato Colli, lasciando altre unità a fronteggiare l'austriaco Argenteau a Dego. Avanzare verso la Bocchetta di Altare parve essere la soluzione migliore, perché permetteva ai francesi di avvicinarsi rapidamente a Carcare con tanto di artiglieria, senza dare tempo all'avversario di prepararsi per la difesa.

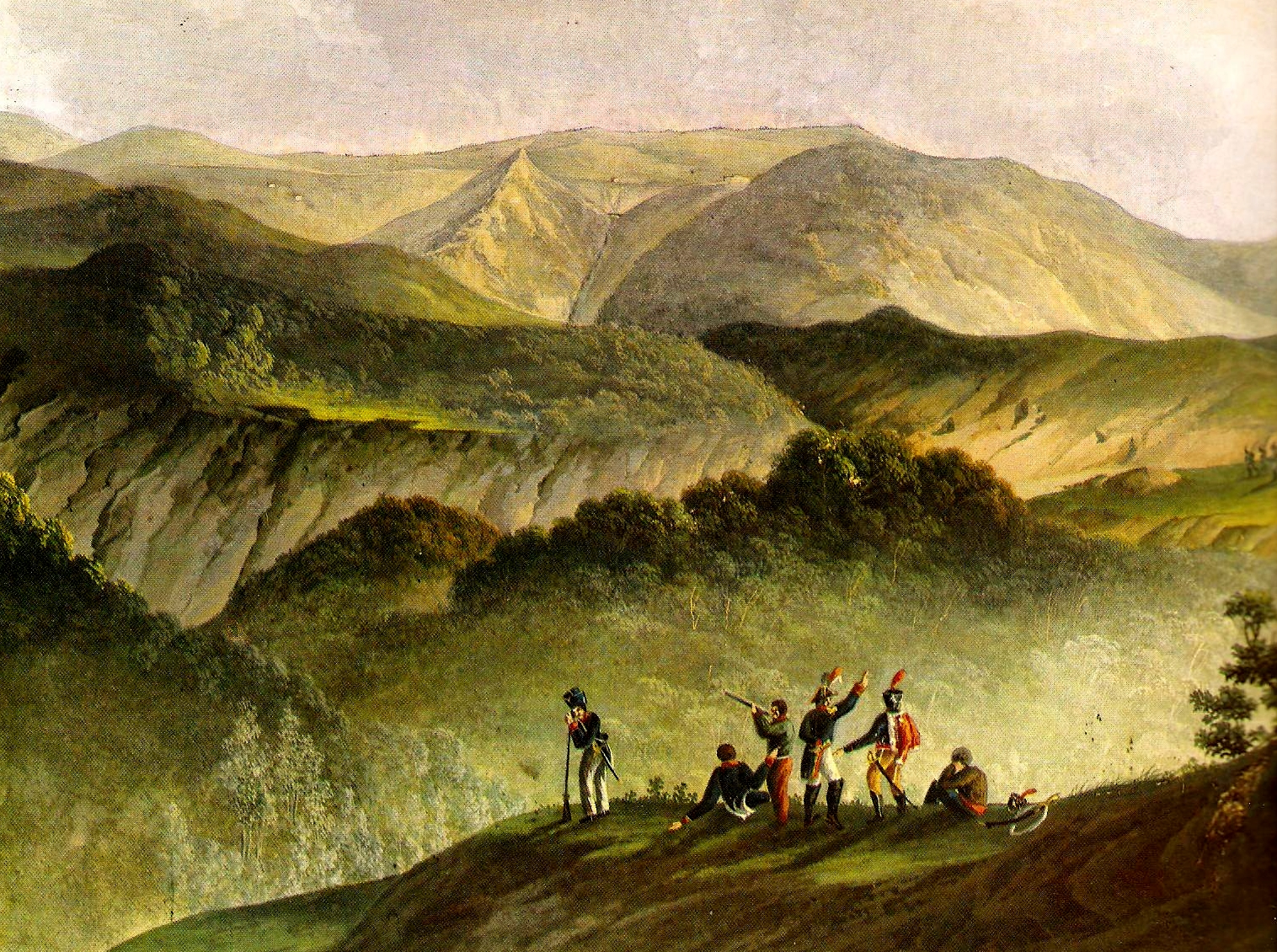
La battaglia di Montenotte durante la prima campagna d'Italia (1796-1797)

L'11 aprile il fronte si mise in movimento. Un attacco austriaco sorprese il battaglione Rampon sul Montenotte e lo costrinse a ripiegare a Monte Negino. Qui i francesi, consci del pericolo di sfondamento delle linee e della minaccia su Savona, si imposero una resistenza a oltranza. L'eroismo di Rampon e di Fornesy permise a Bonaparte la manovra d'attacco: il 12 aprile le divisioni francesi investirono le truppe austriache. Gli uomini di Massena e Laharpe sfondarono sul Montenotte, quelli di Augereau presero Carcare e si spinsero verso Millesimo. L'indomani, i croati del generale Provera e i granatieri del colonnello Filippo del Carretto si ritrovarono asserragliati tra i ruderi del castello di Cosseria. Investiti da forze nettamente superiori, caduto Filippo del Carretto, i difensori capitolarono con l'onore delle armi il giorno 14. Lo stesso giorno, attaccati dalle forze del generale Rusca, i piemontesi abbandonarono la difesa di San Giovanni di Murialdo, aprendo ai francesi le porte del loro Stato. Il 15 aprile si concluse la prima grande battaglia della campagna napoleonica. L'armistizio venne firmato a Cherasco dai plenipotenziari piemontesi il 28 aprile, e i Savoia uscirono dal conflitto.
Con l'annessione all'Impero francese il territorio fu inquadrato nel Dipartimento di Montenotte, che comprese le terre del Savonese, dell'Acquese, parte di quelle del Monregalese e la zona di Oneglia. Venne divisa in Circondari che, a loro volta, si suddivisero in Cantoni. Capoluogo del Dipartimento fu Savona: le terre valbormidesi fecero capo a essa e ai Circondari di Ceva e di Acqui.

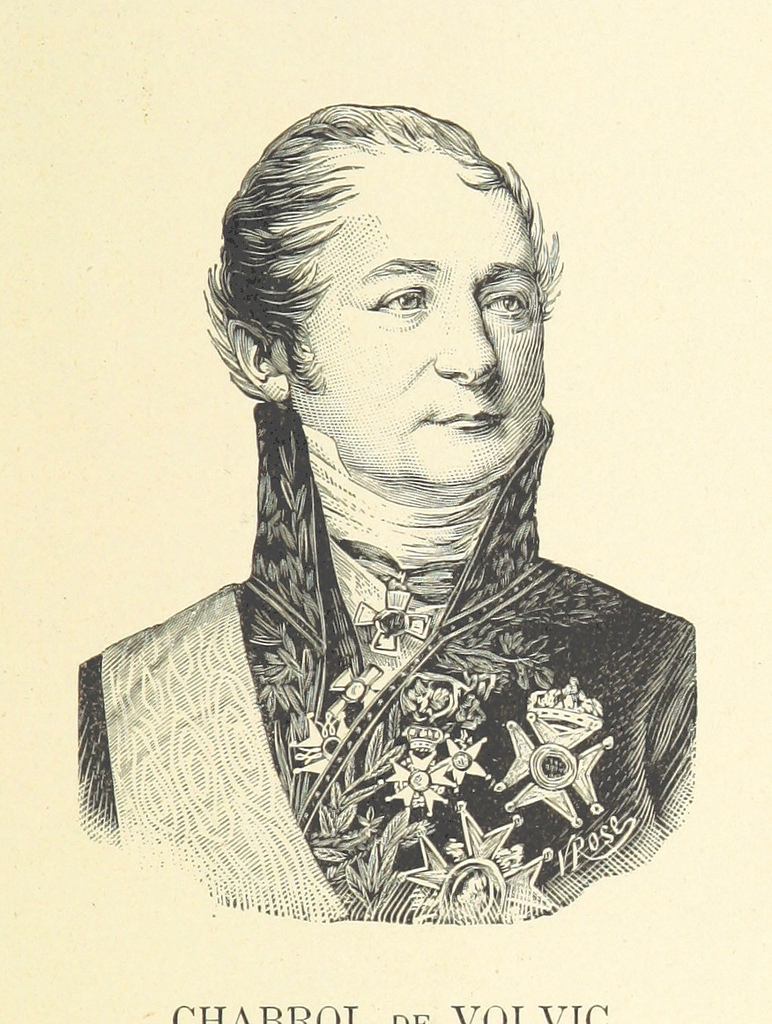
Il conte Chabrol de Volvic, prefetto del Dipartimento di Montenotte

Parigi mandò un funzionario lungimirante e capace per amministrare il territorio: il prefetto Chabrol de Volvic. Egli fece condurre una ponderosa indagine sullo stato del Dipartimento: la Statistique des Provinces de Savone, d'Oneille, d 'Acqui et de partie de la Province de Mondovi, che resta tuttora un modello insuperato di analisi storico-amministrativa.
Individuate le esigenze primarie del territorio, il prefetto passò all'azione. Sua prima cura fu quella di assicurare al porto di Savona un adeguato sistema viario: le comunicazioni transappenniniche vennero realizzate con la strada che da Savona per Lavagnola e Montemoro raggiungeva Cadibona, da dove scendeva nella piana di Carcare, biforcandosi verso Acqui e Alessandria, da un lato, e sostituendo, dall'altro, l'antica e malagevole mulattiera per Ceva verso Torino. Anche Finale venne collegata a Calizzano con una nuova strada. Il nuovo assetto viabilistico rivoluzionò le prospettive di sviluppo di quasi tutti i paesi dell'entroterra. Persero d'importanza i valichi del San Giacomo, a detrimento di Mallare, e del Melogno, che portò all'emarginazione di Bormida e Pallare; l'itinerario Castelnuovo di Ceva-Finale sparì quasi del tutto, sacrificando Murialdo e Osiglia. Al contrario, ricevettero nuovo impulso i centri di Carcare, Cairo e Millesimo. La rete viaria dello Chabrol rispondeva però perfettamente alle esigenze dei tempi, alla situazione economica e alla geografia della valle, tanto da giungere pressoché immutata fino ai giorni nostri.

### Oggi

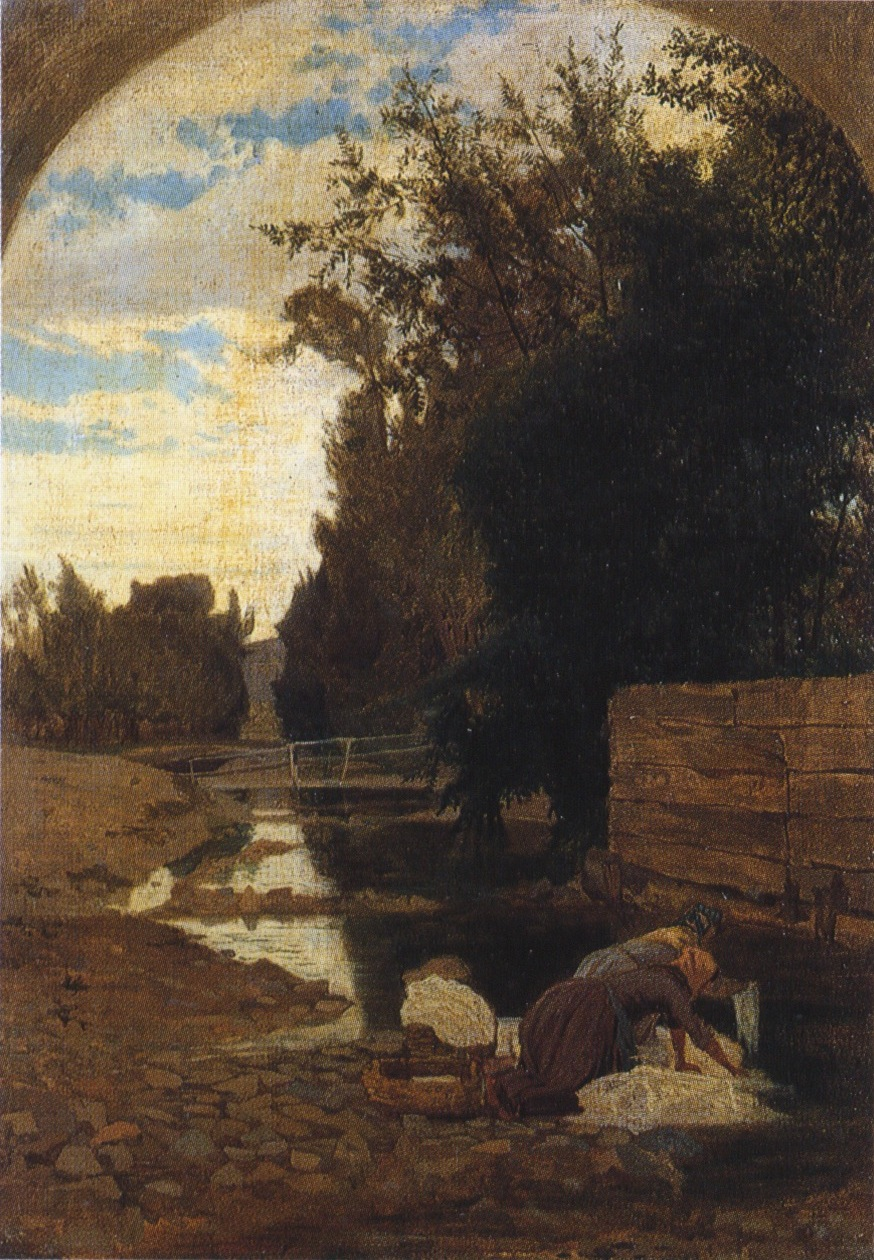
Lavandaie a Carcare nel 1866

In val Bormida sono sorte nel secondo dopoguerra numerose industrie, concentrate in particolare al confine tra le regioni Liguria e Piemonte, che, in massima parte negli ultimi anni, hanno lasciato posto a un tessuto produttivo fondato prevalentemente sulla piccola industria e sull'artigianato.
L'insediamento a Cengio dell'ACNA, ora dismesso, ha determinato l'inserimento della Valle fra i siti di interesse nazionale a elevato rischio ambientale.

## Cultura

### Dialetti

Mappa linguistica dell'Italia

I dialetti della Val Bormida si presentano molto eterogenei, soprattutto rapportando quelli dell'alta valle con quelli della bassa.
Le ragioni di ciò sono da trovare nella secolare frammentazione politica, e nella natura del territorio, storicamente luogo di incontro tra cultura ligustica e pedemontana.
Il dialetto acquese è tipicamente alto Monferrino, di tipo piemontese orientale, affine all'alessandrino, anche se con influenze liguri.
L'alta valle invece risente molto di entrambe le influenze: ligure grazie alla grande influenza da sempre esercitata dal capoluogo di regione Genova e da quello di provincia Savona, ma anche piemontese, sia a causa della notevole vicinanza con i confinanti cuneese e alessandrino, sia in virtù dei lunghi legami storici che questa ha intrattenuto con il Monferrato.
Pertanto le parlate della val Bormida savonese sono considerati dialetti di transizione tra i sistemi piemontese e ligure.
Ecco di seguito un confronto tra i dialetti alto-valligiani (Cairo Montenotte) e basso valligiani (Acqui Terme), comparati con il dialetto alessandrino e genovese.

### Parabola del figlio prodigo
Brano in Italiano: Un uomo aveva due figli. Il più giovane disse al padre: Padre, dammi la parte del patrimonio che mi spetta. E il padre divise tra loro le sostanze. Dopo non molti giorni, il figlio più giovane, raccolte le sue cose, partì per un paese lontano e là sperperò le sue sostanze vivendo da dissoluto.
Dialetto di Cairo Montenotte: In òm r'äva doi fieuj. U ciu zono r'ha dicc a sò päre: “Popà, dème ra part ed beni ch''o'm toca!”. E chièl r'ha facc tra chej ra pärt du sò patrimoni. Da lì a cärch dì, botä tucc insèm ës fieu ciu pcit, o's n'è indä int in paìs lontàin, e lì r'ha xgheirä tucc 'r fäcc sò in desbaoxi.
Dialetto di Acqui Terme: In pari l’eiva doi fieuj. Ër pì zovo l'ha dicc a sò pari: "Pari, dem ra part ch'o m'aparten dër fait mè!" E 'r pari sciulinda ai ti l'ha spartì col pòch ch'l'avìa e o j'ha dacc lo ch'j'avniva. Da lì a cuich dì 'st fieu 'n pu zovòt l'ha migiä tit col ch'l'ha pussii, l'ha féi fagòt e o's n'é tiré via d'an cà e o 's n'andä ant in pais strangé. Là ch's'é stacc, o la squarsava da sgnor e, vist novist, ant pòch temp l'è balà tit, e l'è restä biot e patani che o 'n eiva manch pì 'n sòld da passé l'eva.
Alessandrino: In òm l'éiva dói fieuj. Ër pu giovo 'd 'sti fieuj l'ha dicc a sò pari: “Papà, dam ra part ed beni ch'o 'm tuca!”. E lu o j'ha spartì e o j'ha dacc ra sò part. E da léi a pochi dì, ër fieu pu giuvu l'ha facc su tucc e l'è andacc ant in pais luntàn, e là l'ha sgarà tüt ër facc sò a fè der sbauci.
Genovese: Ïn ommu u l'avéiva duì figiö; u ciü piccìn u dîxe óu puæ: "Dæme a mè parte de bén ch'a me tucca!", e u puæ u ghe spartì u fætu sö. U figiö, quande u l'a fætu i fèri, de lì a pochi giurni u se ne scappa, e u se n'andià 'n t'ïn pàise luntàn, dunde, a fórsa de desbaüsci, u s'asgærià tüttu u sö avê.

### Ruolo nella nascita dei dialetti galloitalici nell'Italia meridionale

I dialetti galloitalici di Sicilia

La val Bormida ebbe un ruolo determinante nella formazione in epoca medievale dei cosiddetti dialetti gallo-italici di Basilicata e dei dialetti gallo-italici della Sicilia.
L'origine di queste parlate risale al medioevo, e si spiega con l'arrivo di coloni e soldati provenienti dalla valle e dal resto del nord Italia, durante il periodo normanno.
Nel 1087 il gran conte normanno Ruggero I di Sicilia sposo l'aleramica Adelaide del Vasto, suggellando così un'alleanza tra aleramici e normanni.[1]
Gli Altavilla favorirono un processo di latinizzazione della Sicilia, incoraggiando una politica d'immigrazione di genti "lombarde" (Italiani del nord), con la concessione di terre e privilegi.
L'obiettivo dei sovrani normanni era infatti quello di rafforzare il "ceppo cattolico-latino" che in Sicilia a quel tempo era una minoranza rispetto ai più numerosi greci e arabo-saraceni.[19]
A partire dalla fine dell'XI secolo così, la Sicilia centrale e orientale furono ripopolate con coloni e soldati provenienti dalla Marca Aleramica, dominata dalla famiglia di Adelaide, area comprendente tutto il marchesato del Monferrato e quindi anche la Val Bormida.
La migrazione di valbormidesi e altre genti lombarde in sicilia sarebbe poi continuata fino a tutto il XIII secolo.[20] Si ritiene che la consistenza numerica di questi immigrati nel corso di qualche secolo fu di circa 200.000 individui, una cifra piuttosto rilevante.
In questo periodo storico si diffuse ampiamente la famosa danza la Panissienne nata nella corte di Enrico II del Carretto.
Il fenomeno riguardò anche alcune zone della Basilicata, le tracce si trovano ancora oggi in due aree importanti della regione: un nucleo presente sulle alture che sovrastano il golfo di Policastro; un altro collocato sullo spartiacque ionico-tirrenico lungo la direttrice Napoli-Salerno-Taranto.

## Gastronomia

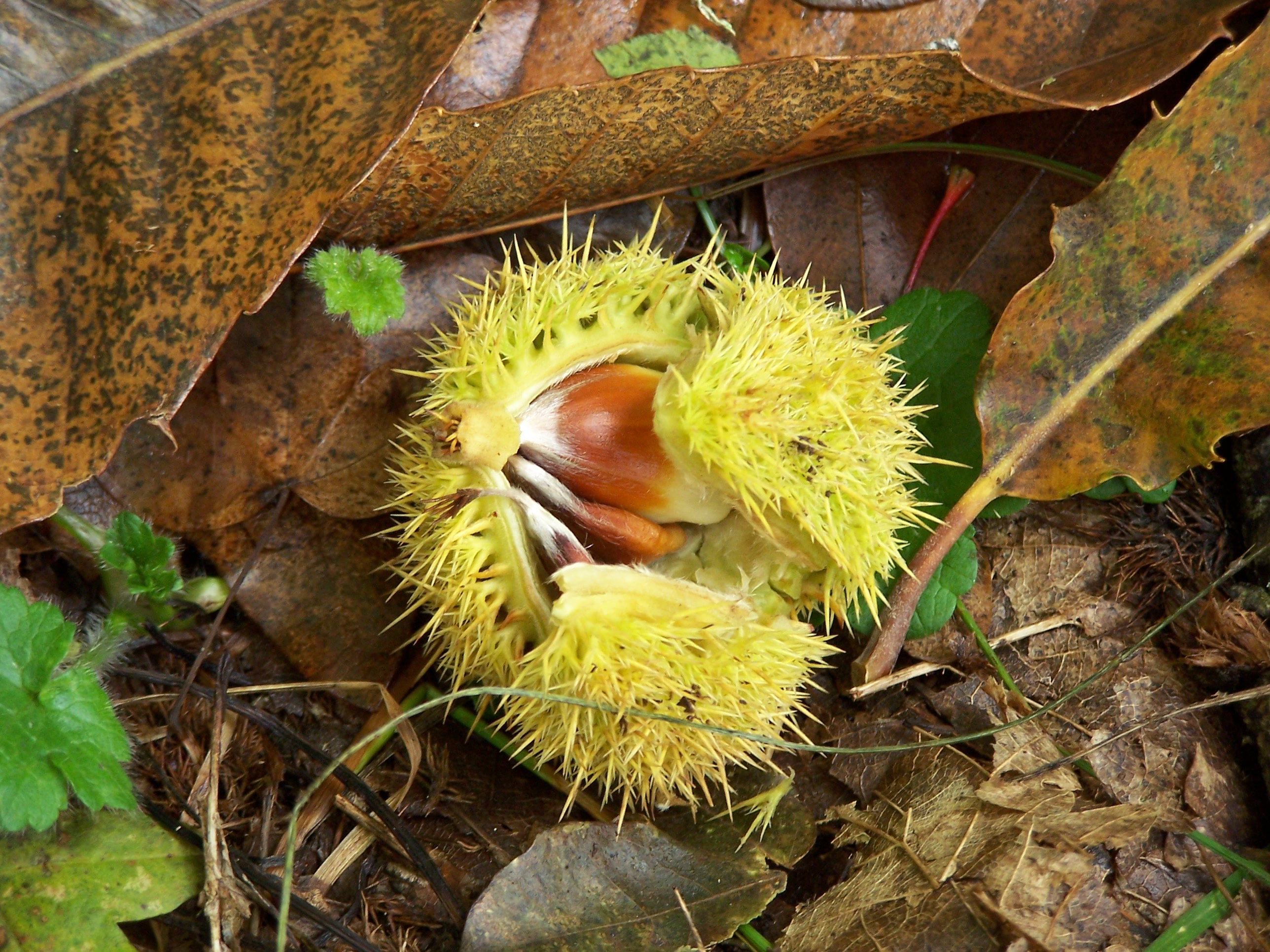
Le castagne: prodotto tipico dell'alta valle

### Alta valle

#### Verdura e Frutta
- Castagne essiccate nei tecci (Murialdo e Calizzano).
- Moco (Cengio): particolare varietà di cicerchia.
- Zucca di Rocchetta di Cengio: usata per confetture a minestre, vellutate e risotti, venduta anche essiccata.
- Nocciola (Cairo Montenotte).
- Nocciola "Tonda Gentile delle Langhe" (certificazione IGP) : (Val Bormida cuneese, Cortemilia soprattutto).

#### Tartufi e funghi
- Tartufi: (Millesimo) sia bianchi sia neri.
- Porcini (Bardineto e Calizzano).

#### Formaggi e salumi
- Zuncata: ricotta di latte di pecora .
- Formaggetta: formaggio di latte di capra, morbido, più o meno stagionato.
- Robiola di latte ovino (Osiglia), ma diffuso in tutta la Valle Bormida.
- Salame di cinghiale.
- Zreia o zeraia: brodo molto consistente fatto con testa e zampino del maiale in cassetta, servito insieme alla carne tagliata a fette.
- Frizza o griva: diffuse in tutto il comprensorio, si tratta di salumi ottenuti dal trito di frattaglie di maiale e salsiccia.
- Sanguinacci: chiamati "beroditt"
- Filetti baciati.

#### Pane e pasta
- Grissa
- Fazzino: focaccina di patate con ripieno, cotta nel forno a legna, tipica di Murialdo, Calizzano, Osiglia.
- Lisoni: focaccine di patate condite con prezzemolo tritato, olio e parmigiano. Sono conosciuti in tutta la valle, tipici di Riofreddo, frazione di Murialdo.
- Lisotto di Pallare: focaccina rotonda di patate e farina, abbinata a i contorni più disparati.
- Canestrelli: ciambelle dalla consistenza morbida e friabile, preparate con farina, poco zucchero, poco burro, bicarbonato di ammonio e latte;
- Frittelle , molto diffuse in tutti i paesi valbormidesi
- Sciaccarotti: focaccetta tipica di Murialdo e Millesimo ricoperta da pomodoro, aglio e basilico.
- Frittelle di San Giuseppe.
- Pan dei morti o ossa dei morti: (Calizzano) biscotto, preparato con biscotti secchi ridotti in polvere, farina, zucchero, vino bianco, frutta secca (fichi, mandorle, nocciole)
- Ravioli con il ripieno di castagne: diffusi in tutto il territorio.

#### Dolci
- Gobeletti: anch’essi diffusi sul territorio ma non tipici di un'unica località, sono dolci in pasta frolla ripieni di marmellata di albicocche.
- Millesini al Rhum: cioccolatini al rum. (Millesimo)
- Torcetti: piccole ciambelle soffici e morbide, si compongono di farina, zucchero, burro, rhum, uova, lievito, scorza di limone grattugiata.
- Torta di nocciole e miele: su tutto il territorio.
- Torta di zucca: di solito con riso, porri e erbette.
- Torta strozzagatti: (Calizzano), una semplice torta fatta con farina, zucchero, burro, uova, latte, scorza di limone grattugiata, lievito.
- Cugnà:(Cortemilia), marmellata di mosto d'uva, fichi, noci, mele, pere e spezie

#### Piatti particolari
- Tira: (Cairo Montenotte), panino allungato ripieno di salsiccia.
- Za'aria: gelatina di carne di manzo e maiale con aromi e zafferano, diffusa in tutto il comprensorio.
- Bagna càuda

#### Vini
- Granaccia: varietà IGT di Alicante (Roccavignale).

- Dolcetto dei Terrazzamenti: (Cortemilia e Murialdo) varietà locale del Dolcetto d'Alba.
- Barbera.
- Moscato

### Acquese
- Filetto baciato - È un salume che si ottiene insaccando carne macinata di maiale attorno a un filetto di maiale precedentemente conservato in salamoia. Questo salume ha una stagionatura di circa due mesi. Viene servito come antipasto.
- Formaggetta: formaggio di latte di capra, morbido, più o meno stagionato
- Funghi - Funghi porcini, galletti, ovuli, chiodini, mazze di tamburo.
- Tartufo.
- Amaretti - Sono dolci piccoli e tondi fatti con mandorle dolci e amare, zucchero e albume d'uovo.
- Farinata - Qui entra in gioco il solido e costante rapporto che lega questi territori alla riviera ligure. La farinata è una sottile torta di ceci di antica origine genovese, diffusasi ad Acqui Terme nel secolo scorso; oggi è diventata a pieno titolo una specialità locale. Viene servita bollente ed è condita con pepe nero.
- Acquese al rum - Cioccolatino fondente ripieno di rum.

### Vini e liquori
- Dolcetto d'Acqui DOC
- Barbera d'Asti DOCG
- Brachetto d'Acqui DOCG
- Moscato DOCG
- Moscato passito DOCG
- Cortese passito DOC
- Moscato passito DOC
- Amaro Gamondi